# Maserati Grecale
Maserati Grecale är en CUV som den italienska biltillverkaren Maserati introducerade i mars 2022..
Bilen visades upp i i prototypform i maj 2021. Den bygger på samma plattform som Alfa Romeo-modellerna Giulia och Stelvio..
Versioner:
| Modell          | Motor               | Cylindervolym | Effekt | Bränslesystem              |
| --------------- | ------------------- | ------------- | ------ | -------------------------- |
| Grecale GT      | 4-cyl radmotor DOHC | 1995 cm³      | 300 hk | Direktinsprutning, turbo   |
| Grecale Modena  | 4-cyl radmotor DOHC | 1995 cm³      | 330 hk | Direktinsprutning, turbo   |
| Grecale Trofeo  | 6-cyl V-motor DOHC  | 2992 cm³      | 530 hk | Direktinsprutning, biturbo |
| Grecale Folgore |                     |               |        | Elmotor                    |